# ヴェラ・チェコヴァ
ヴェラ・チェコヴァ（Vera Tschechowa、1940年7月22日 - 2024年4月3日）は、ドイツの女優。ベルリン出身。

## 出演作品
- ヨーロッパ赤線地帯 In Frankfurt sind die Nächte heiß (1966)
- コールド・ブラッド Das Amulett des Todes (1975)